# Locomotiva kkStB 229
La locomotiva kkStB 229 era una locotender per treni passeggeri delle Ferrovie imperiali statali dell'Austria (k.k. österreichische Staatsbahnen, kkStB).

## Storia
Il progetto della locomotiva venne sviluppato dalle kkStB allo scopo di migliorare il servizio passeggeri locali svolto da locomotive tradizionali che richiedevano la giratura a termine corsa con inevitabili perditempi. Il progetto, curato da Karl Gölsdorf verteva anche sulle buone doti di accelerazione. Le 17 macchine del gruppo vennero costruite da Lokomotivfabrik Floridsdorf e Wiener Neustädter Lokomotivfabrik e immatricolate come "kkStB 129".
In seguito alla loro buona riuscita anche la Südbahn ne richiese la costruzione ma con scorte di acqua e carbone maggiorate che richiesero l'aggiunta di una asse portante. Tra 1903 e 1907 Floridsdorf gliene fornì 11 unità che presero la classificazione di 229 e tra 1904 e 1918 le kkStB ne ordinarono ben 239 a tutte le fabbriche austriache di locomotive. Le unità che erano state classificate "129" vennero modificate con l'aggiunta dell'asse portante e divennero "229.4".
Nel 1913 la Böhmisch-Mährischen Maschinenfabrik ne fornì 4 unità alle ferrovie della Serbia e Wiener Neustädter Lokomotivfabrik ne consegnò 10 unità alla ferrovia Vienna-Aspang-Markt (Aspangbahn) tra 1909 e 1920 (designate come "EWA IIIa 41–50").
Dopo la prima guerra mondiale 69 locomotive rimasero alle ferrovie federali austriache BBÖ a cui si aggiunsero 11 unità della Südbahn denominate "229.5" e le 10 macchine EWA raggruppate come "229.8" quando vennero nazionalizzate.
Le altre vennero divise tra le varie nazioni e immatricolate: nella PKP come "PKP OKl12" (22 locomotive), nella JŽ come "JDŽ 116" (25 unità) e nelle Ferrovie dello Stato come "FS 912".
Il grosso delle macchine tuttavia (145 unità) nel 1918 pervenne alle "ČSD" dove ebbe la classificazione nel gruppo "354.0".
Nel 1939, in seguito alla cessione della Slovacchia all'Ungheria, 15 unità vennero incorporate dalle ferrovie magiare come "MÁV 343.3".
Tra 1926 e 1934 le ČSD ricostruirono 5 macchine a vapore surriscaldato passandole al nuovo gruppo "ČSD 355.0". Tra 1936 e 1940 altre cinque unità ebbero un carrello al posto dell'asse anteriore portante e divennero "ČSD 353.1". Nel 1944 venne trasformata a vapore surriscaldato un'altra macchina.
In seguito all'Anschluss dell'Austria nel 1938 novanta 229 vennero incorporate nelle Deutsche Reichsbahn come "DRG 75.701–790" e nel corso della guerra anche le "ČSD 355.0" divennero "DRG 75.901–905", 21 "PKP Okl12"  "DRG 75.851–871" e 9 "JDŽ 116"  "DRG 75.791–799".
Dopo il 1945 63 unità vennero raggruppate nelle ÖBB come "ÖBB 75" e rimasero in servizio fino agli anni sessanta.
Le 229.137, 178, 187, 405 e 115 diventarono ČSD 354.0501–0504 e 0506 e rimasero all'opera fino al 1967.
Molte unità passarono alle JDŽ e PKP.

## Caratteristiche
La locomotiva è uno dei tanti progetti ben riusciti di Karl Gölsdorf e deriva da quello precedente della locotender costruita da Lokomotivfabrik Floridsdorf e Wiener Neustädter Lokomotivfabrik e immatricolata come "kkStB 129". 
La Südbahn ne richiese la costruzione con scorte d'acqua e di carbone maggiorate e ciò portò il progettista a ristudiare il rodiggio l'aggiunta di un asse portante per migliorarne la circolabilità e contenerne il peso assiale. 
La locomotiva 229 ebbe quindi il rodiggio simmetrico 1-3-1 che permetteva di non girare le locomotiva a fine corsa con evidente guadagno di tempo. Le casse d'acqua di ben 9,8 m³ consentivano una buona autonomia e così le scorte di carbone di 3,1 t. La massa totale a pieno carico della locomotiva raggiungeva le 67 t e la massa aderente corrispondente le 38 t.
La macchina venne studiata, secondo le filosofie costruttive in auge al tempo, a vapore saturo e a doppia espansione con 2 cilindri motori, uno ad alta pressione da 420 mm e uno a bassa pressione da 650 mm con corsa piuttosto lunga di 720 mm.
Le locomotive subirono poche modifiche lungo il corso della loro vita. Quelle più sostanziali avvennero nelle ferrovie cecoslovacche tra 1926 e 1934 quando le ČSD modificarono 5 macchine trasformandole a vapore surriscaldato a 2 cilindri gemelli (immatricolate nel nuovo gruppo "ČSD 355.0"). Tra 1936 e 1940 cinque unità furono modificate nel rodiggio applicando un carrello biassiale al posto dell'asse anteriore portante (gruppo "ČSD 353.1"). Nel 1944 venne trasformata a vapore surriscaldato un'altra macchina.